# Филиция (село)
Филиция (укр. Філіція) — село в Маньковском районе Черкасской области Украины.
Население по переписи 2001 года составляло 120 человек. Почтовый индекс — 20120. Телефонный код — 4748.

## Местный совет
20120, Черкасская обл., Маньковский р-н, с. Поповка